# (34928) 6230 P-L
6230 P-L (asteroide 34928) é um asteroide da cintura principal. Possui uma excentricidade de 0.21878670 e uma inclinação de 3.09430º.
Este asteroide foi descoberto no dia 24 de setembro de 1960 por Cornelis Johannes van Houten e Ingrid van Houten-Groeneveld e Tom Gehrels em Palomar.